# Socorro Bonilla
Socorro Bonilla (Camargo, 20 de agosto de 1947) é uma atriz mexicana.

## Filmografia

### Televisão
- Fuego ardiente (2021)... Socorro (Soco)
- Ringo (2019) .... Arminda Godoy
- Y mañana será otro día (2018) .... Chabela
- Mi adorable maldición (2017).... Macrina Romero
- Mujeres de negro (2016) .... Diretora do présidio
- A que no me dejas (2015) ....Micaela "Mica" López
- La Gata (2014) .... Mercedes Reis
- Un refugio para el amor (2012) .... Magdalena "Magda" Ramos
- Una familia con suerte (2011)
- Para volver a amar (2011) .... Ofelia
- Querida enemiga (2008) .... Zulema de Armendáriz
- Muchachitas como tú (2007) .... Esther Cervantes de Olivares #2
- Amar sin límites (2006) .... Gloria Provenzano
- Las dos caras de Ana (2006) .... Julia Vivanco
- Apuesta por un amor (2004) .... Lázara Jiménez
- Mariana de la noche (2004) .... Nelly
- Niña amada mía (2003) .... Casilda de Criollo
- El manantial (2001) .... Norma Morales
- Carita de ángel (2000) .... Doña Cruz
- Primer amor...a mil por hora (2000) .... Milagros García
- Tres mujeres (1999) .... Aracely Durán
- Laberintos de pasión (1999) .... Matilde
- Gotita de amor (1998) .... Prudencia Olmos
- La jaula de oro (1997) .... Doña Tere
- Pueblo chico, infierno grande (1997) .... Inmaculada
- La antorcha encendida (1996) .... Basilia
- Marisol (1996) .... Doña Rosa Suárez
- El vuelo del águila (1994) .... Margarita Maza de Juárez
- Carrusel de las Américas (1992)
- Mi pequeña Soledad (1990) .... Toña
- Luz y sombra (1989) .... Leticia
- Cicatrices del alma (1986) .... Refugio
- El padre Gallo (1986) .... Yolanda
- Sí, mi amor (1984) .... Alicia
- El hogar que yo robé (1981) .... Diana
- Los ricos también lloran (1979) .... Virginia
- Rubí (1968) .... Enfermeira

## Prêmios e indicações

### Prêmio Ariel
| Ano  | Categoria                  | Indicação        | Resultado |
| ---- | -------------------------- | ---------------- | --------- |
| 1994 | Melhor co-atuação feminina | La vida conyugal | Indicado  |